# ポルトガル共和党
ポルトガル共和党（葡: Partido Republicano Português）は、ポルトガルに存在した政党。王政末期に結成され、第一共和政成立後の政権を握った。
1910年10月5日に共和政が樹立された時点では、共和党の党員たちは団結していたものの、数年のうちに、民主党、左派民主共和党、革新党、共和主義連盟、急進共和党、中道共和党、民衆党、急進党、自由共和党、自由共和主義連盟、国家再生共和党、国家主義共和党など数多くの共和主義小政党に分裂していた。

## 主な党員
- アフォンソ・コスタ
- ジョゼ・レルヴァス
- テオフィロ・ブラガ
- マヌエル・デ・アリアガ